# 가르시아갑옷바퀴
가르시아갑옷바퀴는 미국의 음악가 제리 가르시아의 이름을 딴 갑옷바퀴의 종이다.

## 참고 문서
- 유명인의 이름을 딴 생물의 목록